# Robert Kraus (Maschinenbauer)
Robert Adolf Kraus (* 17. Juni 1898 in Durlach; † 20. Juni 1970 in Steinau) war ein deutscher Maschinenbauer und Professor.

## Leben
Robert Kraus unterbrach die Schule, um als Freiwilliger am Ersten Weltkrieg teilzunehmen, und erhielt nach dem Krieg sein Abitur in Bucharest. Danach studierte er Maschinenbau an der TH Karlsruhe. Von 1921 bis 1928 arbeitete er als Konstrukteur. Gleichzeitig war er Wissenschaftlicher Assistent in Karlsruhe und erhielt seinen Doktor im Jahr 1926.
Von 1928 bis 1939 war er Professor an der Tongji-Universität in Wusong bei Shanghai. Im Jahr 1938, während einer Reise nach Deutschland, habilitierte er sich an der TU Dresden. Nach Ausbruch des Krieges wurde er im April 1939 nach Berlin zurückgeholt, kehrte aber im April 1940 zurück zur Universität, die nach Kunming verlagert wurde. Von 1941 bis 1945 wurde Kraus als Professor an die TU Brünn berufen. Danach kehrte er als Flüchtling zurück nach Schleswig-Holstein.
Kraus arbeitete zunächst im Ministry of Supply und wurde später Professor an der RWTH Aachen. Im Mai 1950 siedelte er nach Indien um und wurde Professor am Indian Institute of Technology und Dekan der Fakultät für Maschinenbau. 1957 kehrte er nach Deutschland zurück und wurde Professor an der TH Braunschweig. Er wurde von der Bundesregierung beauftragt, die Planung und Bau des neuen Campus des Indian Institute of Technology in Madras zu unterstützen. Ebenfalls koordinierte er die deutschen Hilfsprogramme für Indien.

## Verweise
- Kraus, Robert Adolf in Europeana

| Personendaten    | Personendaten                          |
| ---------------- | -------------------------------------- |
| NAME             | Kraus, Robert                          |
| ALTERNATIVNAMEN  | Kraus, Robert Adolf                    |
| KURZBESCHREIBUNG | deutscher Maschinenbauer und Professor |
| GEBURTSDATUM     | 17. Juni 1898                          |
| GEBURTSORT       | Durlach                                |
| STERBEDATUM      | 20. Juni 1970                          |
| STERBEORT        | Steinau                                |